# 寒水鱼
《寒水鱼》是日本创作歌手中岛美雪于1982年3月21日发行的第9张原创专辑。

## 介绍
标题「寒水鱼」是热带鱼的对应词，由中岛美雪创造。
本专辑由中岛亲自制作，由青木望、后藤次利和松任谷正隆编曲（见下文每人参与编曲的歌曲）。
为了本作的发售，《倾斜》被CUT成了7英寸单曲非卖品样张（B面是《给我多余的爱就好》，规格产品编号：PR-36）。
本专辑发行2年后，中岛进入了一段她称为「狂乱时代」的探索期，她后来回忆说本专辑是「狂乱时代」的预兆。

## 再版盘
本专辑于1982年由波丽佳音以CD形式发行，目前的CD由雅马哈音乐传播于2018年发行（更改了封面并进行了数字修复）。本专辑的波丽佳音版已经停产，但从2021年起，包含本专辑的邮购限定 CD-BOX 将在波丽佳音Shopping Club发售。
2012年，Tom Baker at Precision Mastering（洛杉矶）在 Crystal Disc上发布了一张本专辑的新数字修复CD（规格产品编号：YMPCD-10018）。

## 纪录
1981年发行的先行单曲《恶女》大受欢迎，本专辑销量随之增长，1982年创下当年专辑销量第一。在她40多张原创专辑中，就销量而言，本作是最成功的。此外，已发行的盒式磁带、 CD等各格式的总销量已达到82万张左右。
本专辑同时获得第24届日本唱片大赏'82 Best 10专辑赏和最佳专辑赏。

## 收录歌曲

### LP唱片
| A面  | A面              | A面      | A面  |
| 曲序 | 曲目             | 编曲     | 时长 |
| ---- | ---------------- | -------- | ---- |
| 1.   | 恶女             | 后藤次利 | 5:12 |
| 2.   | 倾斜             | 后藤次利 | 5:58 |
| 3.   | 变成飞鸟         | 青木望   | 5:18 |
| 4.   | 给我多余的爱就好 | 青木望   | 6:41 |

| B面  | B面      | B面        | B面  |
| 曲序 | 曲目     | 编曲       | 时长 |
| ---- | -------- | ---------- | ---- |
| 1.   | B.G.M.   | 松任谷正隆 | 3:50 |
| 2.   | 离家出走 | 青木望     | 3:57 |
| 3.   | 时刻表   | 青木望     | 5:29 |
| 4.   | 砂之船   | 青木望     | 3:53 |
| 5.   | 歌姬     | 青木望     | 8:10 |

### CD
| 曲序 | 曲目             | 编曲       | 时长 |
| ---- | ---------------- | ---------- | ---- |
| 1.   | 恶女             | 后藤次利   | 5:12 |
| 2.   | 倾斜             | 后藤次利   | 5:58 |
| 3.   | 变成飞鸟         | 青木望     | 5:18 |
| 4.   | 给我多余的爱就好 | 青木望     | 6:41 |
| 5.   | B.G.M.           | 松任谷正隆 | 3:50 |
| 6.   | 离家出走         | 青木望     | 3:57 |
| 7.   | 时刻表           | 青木望     | 5:29 |
| 8.   | 砂之船           | 青木望     | 3:53 |
| 9.   | 歌姬             | 青木望     | 8:10 |

## 音乐介绍
1. 恶女
  - 最初于1981年作为单曲发行，大受欢迎，在公信榜周榜上排名第1，在1982年度年榜（单曲榜）上排名第6。本专辑收录了后藤次利强调摇滚色彩编曲的专辑版。
  - 2012年，本歌曲的专辑版被用作东京电视台动画《宝石宠物 Sunshine》第49集的插曲[注释 1] 。
2. 倾斜
  - 1996年角川书店发行的教科书《高中国语》收录了本歌曲[4] 。
  - 2004年发行的自翻唱专辑《现在的心情》中收录了自翻唱版本。
3. 变成飞鸟
  - 从本歌曲开始以弦乐为主题。专辑中包括本歌曲在内的三分之二的歌曲都是青木望编曲的。
  - 在1987年发表的现场专辑《歌暦》中，收录了中岛本人的自弹[注释 2]自唱的简单编曲版本。
4. 给我多余的爱就好
  - 中岛在1982年的巡回演唱会《向明天冲击！ 》演唱了本歌曲，但在巡回的后半程就不再唱了。
5. B.G.M.
  - 曾在上一张专辑《临月》中编曲多首曲子的松任谷正隆，在本作中只负责本歌曲的编曲和键盘。
6. 离家出走
7. 时刻表
8. 砂之船
9. 歌姬
  - 本专辑的核心。 1992年发行的精选辑《中岛美雪BEST SELECTION II》中收录了本歌曲。 2004年发行的自翻唱专辑《现在的心情》中收录了本歌曲的重制版。
  - 在《现在的心情》发行的同时，拍摄了本歌曲PV的Studio Live 版也以DVD和SACD两个版本发行。

## 翻唱
恶女
- 见恶女#翻唱

变成飞鸟
- 蔡立儿（1989年，粤语填词，收录于专辑《不得了》）

给我多余的爱就好
- 陈慧娴（1995年，粤语填词，收录于专辑《Welcome Back》）

歌姬
- 鱼高满（2020年，专辑《那天的摇篮曲》）

## 参与的艺术家
- Vocal：中岛美雪

| 恶女 - Drums：渡嘉敷祐一 - Bass：后藤次利 - E.Guitar：今剛 - A.Guitar：吉川忠英 - Keyboards：渋井博 - Percussions：浜口茂外也 倾斜 - Drums：渡嘉敷祐一 - Bass：後藤次利 - E.Guitar：今剛 - A.Guitar：吉川忠英 - Keyboards：渋井博 - Percussions：浜口茂外也 变成飞鸟 - Strings：三戸泰雄 他 - Harp：山川恵子 给我多余的爱就好 - Drums：林立夫 - Bass：岡沢章 - A.Guitar：吉川忠英・芳野藤丸 - Keyboards：倉田信雄 - Percussions：石山実・山本直喜 - Strings：三戸泰雄 他 - Trombone：平内保夫・三田治美・岡田澄雄・新井英治 - Tuba：久保修平 - Horn：山田栄 - Harp：山川恵子 | B.G.M. - Drums：山木秀夫 - Bass：高水健司 - E.Guitar：松原正樹 - Keyboards：松任谷正隆 - Percussions：斉藤ノブ - Strings：トマト 离家出走 - Drums：山木秀夫 - Bass：長岡道夫 - E.Guitar：芳野藤丸 - A.Guitar：吉川忠英 - Keyboards：倉田信雄 - Percussions：石山実 - Vib glock：金山功 - Harp：今道美樹子 时刻表 - Drums：山木秀夫 - Bass：長岡道夫 - A.Guitar：吉川忠英・芳野藤丸 - Keyboards：倉田信雄 - Percussions：石山実 - Vib glock：金山功 - Strings：友田啓明 他 砂之船 - Drums：森川順 - Bass：富倉安生 - A.Guitar：笛吹利明 - Keyboards：渋井博 - Percussions：石山実 - Malimba：金山功 - Oboe：石橋雅一 - Strings：藤沢グループ - Trombone：平内保夫・三田治美・岡田澄雄・新井英治 歌姬 - Drums：林立夫 - Bass：長岡道夫 - E.Guitar：今剛 - A.Guitar：吉川忠英 - Keyboards：倉田信雄 - Percussions：斉藤ノブ - Malimba：金山功 - Strings：友田啓明 他 |

## 脚注
1. ↑  DVD版因为版权的关系，换成了另一个BGM。
2. ↑  弹的是吉他